# Бурич, Владимир Петрович
Влади́мир Петро́вич Бу́рич (6 августа 1932, Шахты, Северо-Кавказский край — 26 августа 1994, Струга, Македония) — русский советский поэт, стиховед, переводчик; теоретик и пропагандист верлибра.

## Биография
Родился 6 августа 1932 года в семье инженеров-химиков; отец — Пётр Трофимович Бурич, мать — Евгения Михайловна Данильченко. Оба работали в Украинском государственном институте прикладной химии. Владимир вырос в Харькове. Окончил факультет журналистики МГУ (1955). Вольнослушателем посещал творческие семинары в Литературном институте. Жил в Москве, работал редактором в издательстве «Молодая гвардия». Эпизодически публиковал стихи с 1961 года, однако в серьёзной мере вышел к читателю только на рубеже 1980—1990-х годов, с появлением первых сборников русского верлибра «Белый квадрат» и «Время Икс», а затем Антологии русского верлибра. Подборка из шести стихотворений вышла в альманахе «День поэзии», в 1983 — два стихотворения и небольшая статья в альманахе «Поэзия». Выступал одним из теоретиков и пропагандистов верлибра (начиная со статьи 1972 года «От чего свободен свободный стих» в журнале «Вопросы литературы»), создал оригинальную стиховедческую концепцию. Переводил на русский язык европейскую поэзию XX века, прежде всего польскую и югославскую.
Публиковался в журнале «Юность». Член Союза писателей СССР.
Скоропостижно скончался от инфаркта в Струге. Кремирован в Москве. Прах похоронен родственниками в Харькове.
Семья
Жена — Павлова, Муза Константиновна (1917—2006), поэт и переводчик. С 1967 года они жили в ЖСК «Советский писатель»: Красноармейская улица, д. 29 (до 1969: 2-я Аэропортовская ул., д. 18).

## Поэтика
Поэзия Владимира Бурича тяготеет к миниатюре, отточенному, лаконичному афоризму, зачастую заострённому в социально-философской плоскости:
Чего я жду от завтрашнего дня?
Газет
Поэтическая философия Бурича строится на отчаянии от невозможности абсолютной полноты восприятия, от невозможности трансцендирования:
Я заглянул к себе ночью в окно
И увидел
что меня там нет
И понял
что меня может не быть

## Издания
- В. П. Бурич Тексты: Стихи. Удетероны. Проза. — М.: Советский писатель, 1989. — 176 с.
- В. П. Бурич Тексты. Книга вторая: Стихи. Парафразы. Из записных книжек. — М., 1995. — 352 с.
- В. П. Бурич Стихи. — М.: Музей Сидура, 1994. — 15 с. (Вечера в Музее Сидура; Вып. 5)
- В. П. Бурич Тексты: Собрание сочинений. — Предислов. Е. Белаш; сост., подгот. текста и прим. М. Амелина и И. Чернышева. —  М.: ОГИ, 2023. — 672 с.; ил.; 1000 экз.; ISBN 978-5-94282-944-5

### В составе сборников и антологий
- День поэзии 1969: Альманах. — Под редакцией Вл. Соколова. — М.: Советский писатель, 1969. / Владимир Бурич [стихи]: «Земля…»; Бессонница. — С. 26.
- Белый квадрат: Стихи. — М.: Прометей, 1988. — 318 с. (Владимир Бурич, Карен Джангиров, Вячеслав Куприянов, Аркадий Тюрин)
- Время Икс (Колл. авт.): Верлибры. — М.: Прометей, 1989. — 608 с. ISBN 5-7042-0049-4 (В. Бурич, И. Шапко, В. Полещук, А. Метс, Е. Брайчук, В. Куприянов, А. Тюрин, Ю. Селиверстов, К. Джангиров, М. Орлов, В. Липневич, Г. Власенко, Г. Алексеев, В. Райкин, Г. Лукьянов, А. Бригинец, С. Шаталов, Р. Галимов, А. Макаров)
- Русская поэзия. XX век. Антология. — Под редакцией В. А. Кострова. [В. Бурич; биб. справ. — C. 575—576. (Стихи)]. — М.: ОЛМА—ПРЕСС, 1999. — 926 с.; В пер.; ил.; 11 000 экз. — ISBN 5-224-00134-X
- Книга о поэтах и поэзии: Они ушли. Они остались. / Сост. Евгений Степанов. Том 3. М.: «Вест-Консалтинг», 2021. — 340 с. ISBN 978-5-91865-625-9

### Переводы на иностранные языки
- Władimir Buricz. Wiersze / Preł. i posł. opatrz. Joanna Salamon. Kraków: Wyd-wo lit., 1978. — 133 с.

## Труды под редакцией
- Созвездие Геркулеса: Сборник очерков о выдающихся спортсменах соц. стран / Ред. В. П. Бурич. М.: Физкультура и спорт, 1970.
- Олимпийский огонь: Спорт в творчестве поэтов мира / Сост. В. Бурич. М.: Физкультура и спорт, 1980.
- Январское наступление: Польские писатели о событиях второй мировой войны 1939—1945 гг. Пер. с польского / Сост. Вл. Бурич. М.: Мол. гвардия, 1985.
- Весь свет (Обозрение современ. зарубеж. лит. для молодежи) / Сост. В. Бурич. М.: Мол. гвардия, 1988. ISBN 5-235-00176-1
- Весь свет, 89: Сб. современ. зарубеж. лит./ Сост. В. Бурич. М.: Мол. гвардия, 1989. ISBN 5-235-01191-0
- Весь свет, 90: Сб. современ. зарубеж. лит. / Сост. В. Бурич. М.: Мол. гвардия, 1990. ISBN 5-235-01045-0

## Награды
- Медаль польского Министерства культуры;
- Литературная премия Югославии «Золотой ключ Смедерева»[6].

## Память
- Стихотворения Бурича использовались в раннем творчестве российского нойзового проекта «Шумы России»[7].
- 6 августа 2019 года в Москве, в Культурном центре академика Д. С. Лихачева, состоялся первый Фестиваль литературного эксперимента. Дата фестиваля была выбрана не случайно — 6 августа родились Владимир Бурич (1932—1994), Дмитрий Авалиани (1938—2003) и Георгий Спешнев (1912—1987), каждый из которых своими литературными экспериментами расширил представления о стиле, форме и языке[8][9].
- В конце 2023 года при финансовой поддержке Министерства цифрового развития, связи и массовых коммуникаций РФ, в издательстве ОГИ, вышел том собраний сочинений Владимира Бурича.